# بريد لوكسمبورغ
بريد لوكسمبورغ، المعروفة سابقًا باسم شركة البريد والاتصالات، هي شركة بريد واتصالات مقرها في لوكسمبورج. الشركة هي شركة مملوكة للحكومة تم تأسيسها في عام 1992. كما أنها تبيع الخدمات المالية وتحتكر إصدار طوابع بريدية في الدوقية الكبرى.

## الحواشي
1. ↑  مُعرِّف سجل الشفافيَّة في الاتحاد الأوروبي: 761228138832-05. الوصول: 22 مايو 2022.
2. ↑  وصلة مرجع: https://www.lobbyfacts.eu/datacard/post-luxembourg?rid=761228138832-05.
3. ↑  وصلة مرجع: http://data.legilux.public.lu/eli/etat/leg/loi/1992/08/10/n1/jo.
4. 1 2  "POST Luxembourg posts an increase in turnover and earnings" (بالفرنسية). Entreprise des Postes et Télécommunications. Archived from the original on 2020-04-12. Retrieved 2017-09-28.
5. ↑  "Ministère d'Etat" (بالفرنسية). Service Information et Presse. Archived from the original on 2008-03-20. Retrieved 2008-03-28.
6. ↑  "Subsidiaries". Entreprise des Postes et Télécommunications. مؤرشف من الأصل في 2012-07-05. اطلع عليه بتاريخ 2012-07-13.
7. ↑  "News et Communiqués - POST Group" en. مؤرشف من الأصل في 2020-04-12. اطلع عليه بتاريخ 2020-04-12. {{استشهاد ويب}}: الوسيط غير صالح |script-title=: بادئة مفقودة (مساعدة)